# C13H24
化学式C13H24（摩尔质量：180.33 g/mol，不饱和度为2）可指：
- 十三炔
  - 1-十三炔，CAS号：114987-03-0 
  - 2-十三炔，CAS号：28467-75-6 
  - 3-十三炔，CAS号：60186-78-9
- 1-异丙基十氢化萘，CAS号：1010-74-8

|  | 这个同类索引页列出了具有相同分子式的化学物（即同分異構體）条目。 除非您是有意链接至本页，否则应将相应条目的内部链接指向正确的条目。 |